# Na jame
Na jame (1438 m) – szczyt w północnej części Niżnych Tatr na Słowacji. Wznosi się w północno-wschodnim grzbiecie szczytu Siná (1560 m), oddzielony od niego płytką przełączką. Na wierzchołku Na jame grzbiet ten znów rozwidla się na dwa ramiona obejmujące bezwodną dolinkę opadającą do Kotliny Liptowskiej w miejscowości Pavčina Lehota. Ramię północno-wschodnie z niewybitnym wierzchołkiem Pálenica oddziela ją od Doliny Demianowskiej, ramię północno-zachodnie z również niewybitnym wierzchołkiem Opálenisko (1143 m) od dolinki opadającej do miejscowości Lazisko.
Na jame zbudowany jest ze skał wapiennych. Obydwa jego ramiona są porośnięte lasem, nazwy Pálenica i Opálenisko wskazują jednak, że dawniej były bezleśne, istniały na nich polany otrzymane przez cyrhlenie. Obecnie polany są już nieużytkowane i stopniowo zarastają lasem. W północno-wschodnim ramieniu stromo opadającym do Doliny Demianowskiej znajdują się liczne skały oraz jaskinie. Największe z jaskiń to Jaskinia w Sokole i Jaskinia w Malom Sokole.
Na jame jest niedostępne turystycznie, również jego jaskinie nie są udostępnione. Tylko w miejscowości Pavčina Lehota u wylotu dolinki między jego dwoma ramionami znajduje się ośrodek narciarski Žiarce Pavčina Lehota.